# Günter Stössel

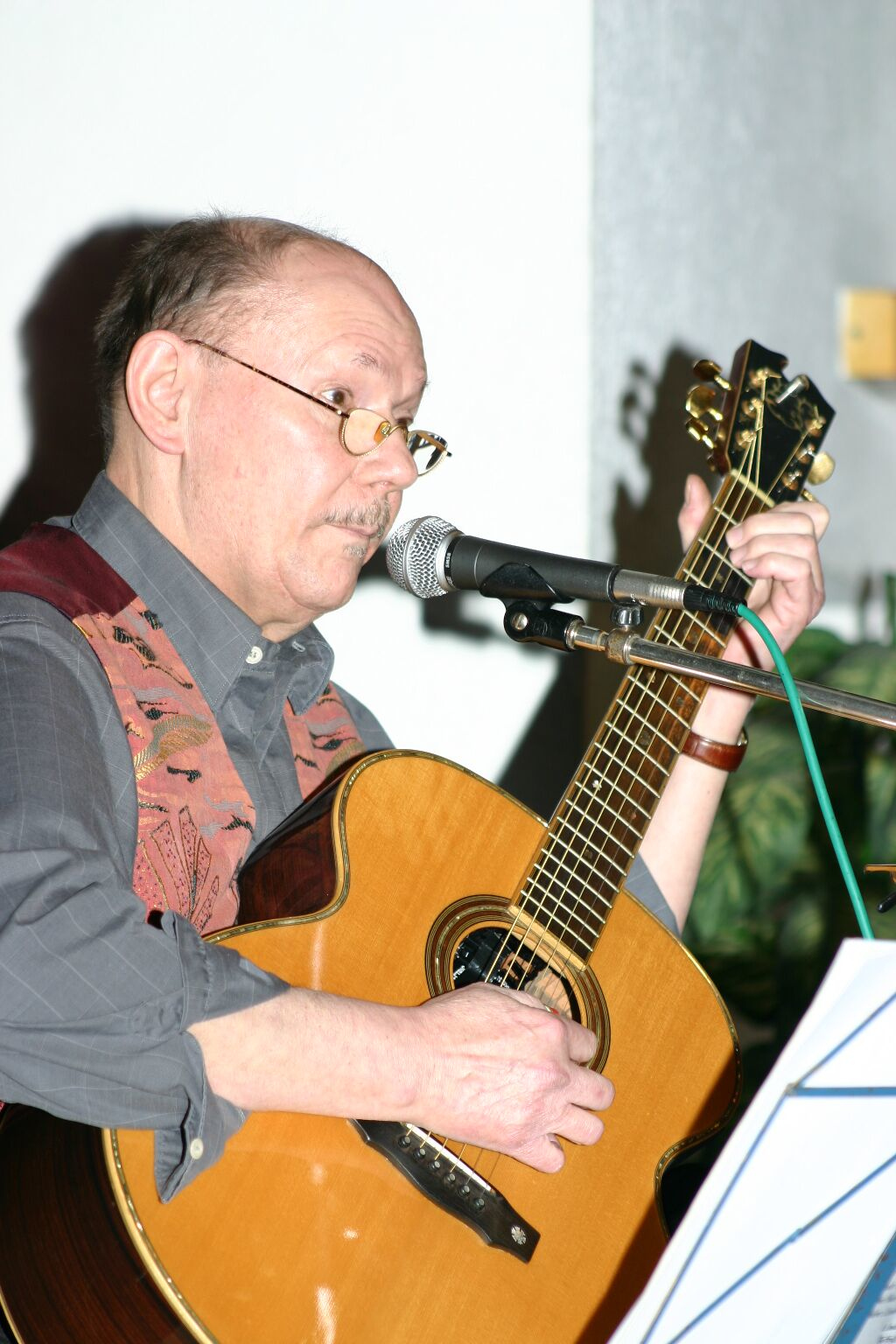
Günter Stössel in Weißenburg (2004)

Günter Stössel (* 2. August 1944 in Nürnberg; † 25. Januar 2023) war ein deutscher Schriftsteller, fränkischer Mundartdichter, Kabarettist und Liedermacher.

## Leben

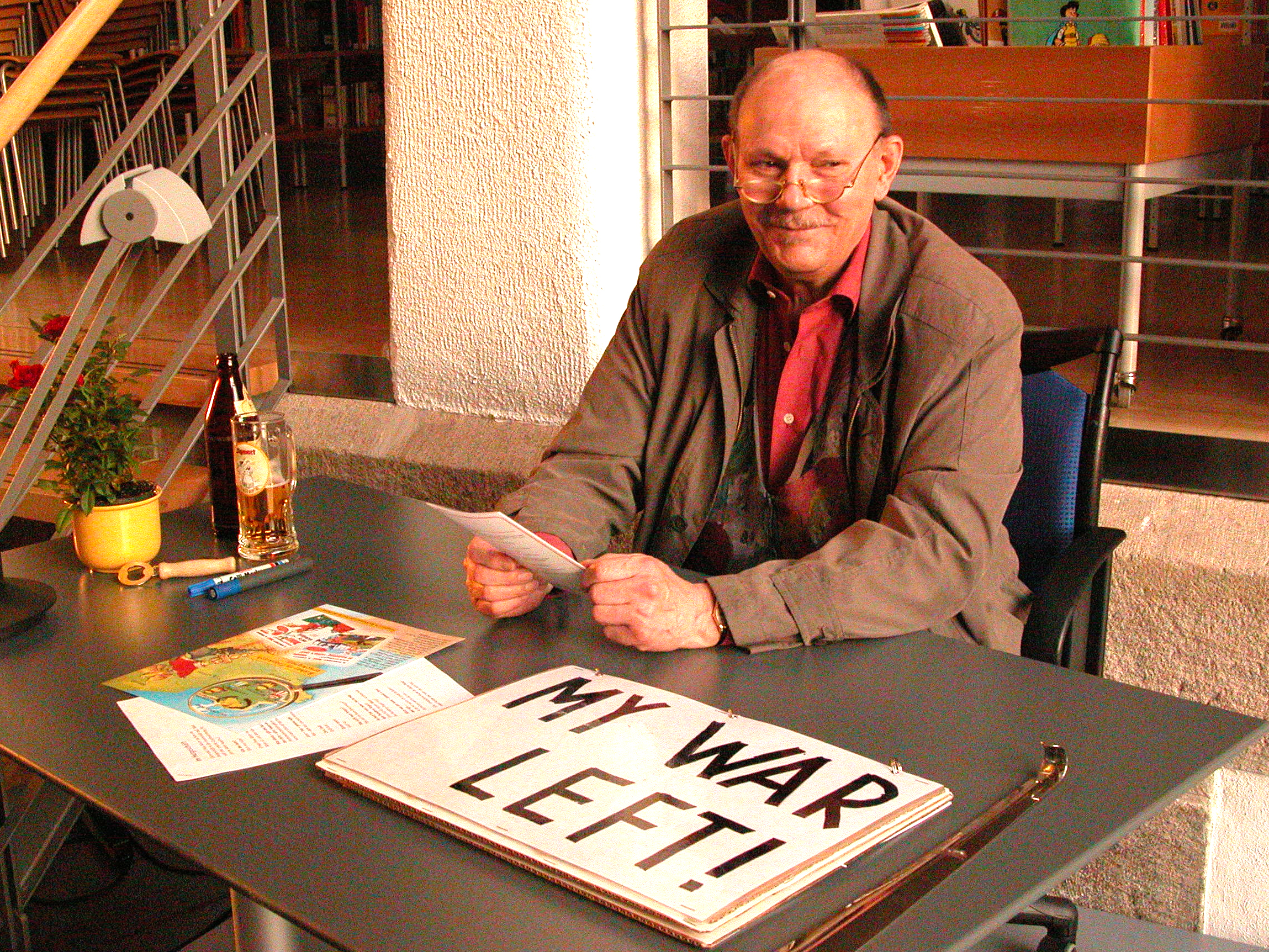
Günter Stössel - Auftritt in Weißenburg (2004)

Günter Stössel besuchte die Pestalozzi-Schule und das Hardenberg-Gymnasium in Fürth. 1966/67 absolvierte er ein Industrie-Praktikum und studierte danach bis 1970 an der Georg-Simon-Ohm-Hochschule Nürnberg Maschinenbau mit dem Abschluss graduierter Ingenieur. Von 1970 bis 1988 war Stössel als Projektingenieur bei der Kraftwerk Union in Erlangen tätig und ab 1978 als Technischer Redakteur.
Nebenberuflich trat Stössel ab 1974 öffentlich als Liedermacher mit Blues, Folk und Ragtime auf, unterlegt mit fränkischen Mundarttexten. Hierfür verfasste er eigene Lieder und Texte in der Art des Mundart-Kabaretts. Er nahm achtmal am Nürnberger Bardentreffen teil. Ab 1989 war er selbständiger Musiker und Schriftsteller. Bekannt wurde er durch zahlreiche Veröffentlichungen in Broschüren- und Buchform, als Langspielplatten, CD und Musikkassetten, vor allem durch die Bücher Nämberch English Spoken und Nürnberg bei Fürth, die mehrfach aufgelegt wurden. Zuletzt übersetzte er Texte des Nürnberger Mundartdichters Konrad Grübel und, zusammen mit Maximilian Kerner, von Wilhelm Busch in den heutigen Nürnberger Stadtjargon.
Zudem hat er auch im Rahmen der Asterix-Mundartreihe zwei Bände in den fränkischen Dialekt übertragen.
Stössel war freiberuflicher Mitarbeiter des Bayerischen Rundfunks mit einer eigenen regelmäßigen Kolumne. Schon in den neunziger Jahren war er unter anderem auch in einer der beliebtesten Unterhaltungssendereihen des Bayerischen Rundfunks: „Das Bairisch Herz. Heiteres und Besinnliches in Worten und Liedern“ mit Beiträgen in den fränkischen Ausgaben vertreten.
Günter Stössel unterstützte das Sprachbündnis Franken, das kritisiert, dass die deutsche Sprache vor allem in Wirtschaft, Medien und Wissenschaft, sogar im Inland, zunehmend durch Englisch ersetzt wird. Zitat Stössel:

„Fremdwörter sind wie Schlaglöcher auf Straßen: Man sollte sie kennen, um ihnen elegant ausweichen zu können. Ein passendes deutsches Wort gibt es (fast) immer.“

Außerdem arbeitete er im Sprachausschuss des Pegnesischen Blumenordens mit. In einer Sprachausschusssitzung „Zur Sprachpflege“ ging es um die verbreitete Einstellung, in der Sprachgeschichte sei ohnehin „alles im Fluss“. Günter Stössel glossierte dazu, man könne das auch so ausdrücken, dass „alles den Bach hinuntergeht“.
Im Nürnberger Lokalradio Radio F brachte sein „fränggisches Wördderbichla“ den Hörern Begriffe der Nürnberger Mundart nahe; daneben gab er im allsonntäglichen „Schmarrer-Egg“ einen launig-humorvollen „Fränkisch-Kurs für Hiesige und Zugereiste“.

## Ehrungen und Auszeichnungen
- 1976: Sonderpreis beim Bardentreffen Nürnberg[8]
- 2002: Kulturpreis des Kulturforums Franken
- 2004: Medienpreis der mittelfränkischen Medienbetriebsgesellschaft: Comedy-Preis für sein „Schmarrereck“ bei Radio F[9]
- 2005: Hörfunkpreis der Bayerischen Landeszentrale für neue Medien (BLM) für den besten Beitrag in der „Kategorie Unterhaltung/Comedy“, Sprachglosse „Schmarrer-Egg“, Funkhaus Nürnberg (Radio F)[10]
- 2010: Frankenwürfel der drei fränkischen Regierungspräsidenten
- 2012: Goldener Nürnberger Trichter der Nürnberger Trichter Karnevalsgesellschaft e. V. 1909
- 2019: Ehrenbrief des Bezirkes Mittelfranken[11]
- 2021: Karl-Bröger-Medaille der Karl-Bröger-Gesellschaft für sein Lebenswerk.

## Schriften
- Nämberch English spoken. Sprachbasteleien für Hiesige und Zugereiste. Böckel, Nürnberg: Bd. 1: 9. Auflage 1975; Bd. 2: 1976; Bd. 3: 6. Auflage 1990, ISBN 3-87191-136-4; Bd. 4: 1993, ISBN 3-87191-188-7.
- The best of Nämberch English spoken. 2. Auflage. Ars Vivendi, Cadolzburg 2003, ISBN 3-89716-372-1.
- Wenns der’s glabsd … Gedichte, Texte und Sprüche im Nürnberger Dialekt und Stadtjargon. Collagen von Jürgen Ritter. Plakaterie GmbH, Nürnberg 1977.
- Songbuch. [Liedersammlung aus den Langspielplatten „Schdrohwidwer-Blues“, „Globetrottel-Rag“, „Franken Song“]. Plakaterie, Nürnberg 1979, ISBN 3-88469-015-9.
- Fränggisch’ Wördderbichla. 500 Ausdrücke aus dem Nürnberger Raum. Ludwig, München 1991, ISBN 3-7787-3389-3.
- Maximilian Kerner, Günter Stössel: Max und Moritz/Die fromme Helene, aff fränggisch. Illustrator: Wilhelm Busch. 2. Auflage. ars vivendi, Cadolzburg 2001, ISBN 3-89716-220-2.
- Günter Stössel, Christian Groß: Di Haibtling’ raffm’s raus! Der Kampf der Häuptlinge, Asterix aff fränggisch. Asterix Mundart, fränkische Ausgabe. 9. Auflage. Egmont Ehapa Verlag GmbH, Berlin 2002, ISBN 3-7704-2253-8.
- Günter Stössel, Christian Groß, Manfred Groß: Asterix und es Gscheiderlä – Asterix und Maestria. Asterix aff fränggisch. Asterix Mundart, fränkische Ausgabe. Mundart-Büchle 29. Egmont Ehapa Verlag GmbH, Berlin 2002.
- Nürnberg bei Fürth. Mit Illustrationen von Toni Burghart. 4. Auflage. Edelmann, Nürnberg 2004, ISBN 3-87191-323-5.

## Tonträger
- Schamberger, Stössel, Kusz: I mechd ned wissn... Drei Nürnberger Dichter lesen aus eigenen Werken: (Seite A) 1. Klaus Schamberger: Ein Hund Namens Schmidt, 2. Günter Stössel: I Mechd Ned Wissn..., 3. Fitzgerald Kusz: Mi Di Elläbuung..., [...] (37 Tracks insgesamt). Hiltpoltstein: Erlkönig Schallplatten, ERL 2005, 1977. LP, Album, 33/min, Stereo[12]
- Günter Stössel: Franken Song: (Seite A) 1. Kandidaten Blues, 2. Weihnachtslied, Elenor's Rag, 4. A Liebeslied – Wär's Beinah' Wor'n (Seite B) 1. Frankensong, 2. Cocaine, I Glaab' I Schbinn, 3. Nachtgiger Strolling Along Along. Hiltpoltstein: Castle Records, CAS 1013, 1979. LP, Album, 33/min, Stereo[13]
- Günter Stössel: lebend im Konzert: (Seite A) 1. Horng'S Herr Dokter..., 2. A – wie – dia – wuu!, 3. Das Betasten von Waren..., 4. Ballade vom Lähberschrumpf, 5. Edds kummd der Friehling... (Seite B) 1. Kardang'lenk und Ausbuffdubf..., 2. Am weißen Strand von Catabambo, 3. Globetrottel-Rag – Part II. Wendelstein: Nachtgiger Records, NAGI 1050, 1986. LP, Album, 33/min, Stereo[14]
- Günter Stössel (änd fränds): Af Nämberch nei: 1. Af Nämberch nei..., 2. Lou’mer’s läiber gäih - !, 3. Haus vom Meier’s Gerchla, 4. Muggnbaddscher, Sunnabrand, 5. Globetrottel Rag, 6. Aus Nämberch naus..., 7. Dou schdäihd a Haus, 8. A Liebeslied wär’s beinoh' wor'n, 9. Sooch – des is ned woahr..., 10. Du sollsd a braver Bärcher sai..., 11. Kardang’lenk und Ausbuffdupf. Wendelstein: Nachtgiger Records, NAGI 1051, 1992. CD, Album[15]
- Günter Stössel: Das Beste aus meinen 3 LPs. Eine Auswahl aus den LPs „Schdrohwidwer Blues“, „Globetrottel Rag“ und „Franken Song“: 1. Alde, laß dein' Dopf an der Wend, 2. Goldbach City, 3. Weihnachtslied, 4. Kandidaten Blues, 5. Globetrottel Rag, 6. Leg' mer an Strohsack vur dei Tür, 7. Manchmol könnt' i greina wäi a Sau, 8. Dei Nachbar, 9. Cocaine, i glaab i spinn, 10. Nachtgiger strolling along, 11. A Liebeslied wär's beinah' worn. Wendelstein: Nachtgiger Records, NAGI 1052. CD, Album[16]